# Ormond-by-the-Sea
Ormond-by-the-Sea – jednostka osadnicza w Stanach Zjednoczonych, w stanie Floryda, w hrabstwie Volusia, nad Oceanem Atlantyckim.